# الطريق الأوروبي E51
الطريق الأوروبي E51 هو طريق من شبكة الطرق الأوروبية الدولية. يبدأ في برلين وينتهي في نورنبرغ بألمانيا. يبلغ طوله 410 كم (250 ميل).